# والت سينجر
والت سينجر (بالإنجليزية: Walt Singer)‏ هو لاعب كرة قدم أمريكية أمريكي، ولد في 6 ديسمبر 1911 في جيرسي سيتي في الولايات المتحدة، وتوفي في 5 فبراير 1992.

## وصلات خارجية
- والت سينجر على موقع مرجع كرة القدم المحترفة.كوم (الإنجليزية)